# XXVI Festival Internacional de Cinema Fantàstic de Sitges
El XXVI Festival Internacional de Cinema Fantàstic de Sitges va tenir lloc a Sitges entre el 8 i el 16 d'octubre de 1993 sota la direcció de Xavier Catafal Rull amb la intenció de promocionar el cinema fantàstic i el cinema de terror. En aquesta edició es van implantar dues seccions d'importància en el futur: Seven chances, que presentava el cinema de major repercussió en altres festivals, i Premiere, per a potenciar la producció espanyola i catalana. Aquell any van passar pel festival estrelles com Tony Scott, John Woo, Guillermo del Toro o Dennis Hopper.
El festival fou inaugurat amb la projecció de Kalifornia, protagonitzada per Brad Pitt i Juliette Lewis, i un tràiler de La casa dels esperits de Bille August. En acabar el festival el seu director Xavier Catafal va anunciar sobtadament la seva dimissió en el càrrec.

## Pel·lícules projectades

### Secció competitiva
- El acto en cuestión d'Alejandro Agresti
- The Baby of Mâcon de Peter Greenaway
- Bedevil de Tracey Moffatt
- Body Melt de Philip Brophy
- Cronos de Guillermo del Toro
- Desperate Remedies de Stewart Main i Peter Wells
- Enganys de Stephan Elliott
- El club dels mutants d'Alex Winter i Tom Stern
- Orlando de Sally Potter [8]
- Les aventures secretes de Tom Thumb de Dave Borthwick
- Svo á jörðu sem á himni de Kristín Jóhannesdóttir
- The Wicked City de Mark Tai Kit

### Secció informativa
- Sense testimonis de Geoff Murphy
- La meitat fosca de George A. Romero
- Kalifornia de Dominic Sena
- Kurenai-No-Buta (Porco Rosso) de Hayao Miyazaki
- El cogombre de Paul Mazursky
- Ombres de dubte de Roger Spottiswoode

### Secció Anima't
- Něco z Alenky (1988), de Jan Švankmajer
- Despertaferro (1990) de Jordi Amorós
- La llegenda del vent del Nord (1990) de Juan Bta Berasategi i Maite Ruiz de Austri
- El mago de los sueños (1966) de Francesc Macián i Blasco
- The Secret of NIMH (1982), de Don Bluth
- Urotsukidoji (1989) de Hideki Takayama

### Secció Premiere
- Caiguda mortal de Christopher Coppola
- Els de davant de Jesús Nicolás F. Garay[9]
- Hard Target de John Woo
- El mapa del cor humà de Vincent Ward
- The Music of Chance de Philip Haas[10]
- Alguna cosa per recordar de Nora Ephron[11]
- Amor a boca de canó de Tony Scott

### Secció Seven Chances
- Noises Off de Peter Bogdanovich[12]
- O Dia do Desespero de Manoel de Oliveira
- L'Œil de Vichy de Claude Chabrol
- Oxen de Sven Nykvist
- Public Access de Bryan Singer
- Naprawde krotki film o milosci, zabijaniu i jeszcze jednym przykazaniu de Rafał Wieczyński
- La vall Abraham de Manoel de Oliveira

## Jurat
El jurat internacional era format per Bernardo Bonezzi, Robert Balser, Tom Holland, Manuel Huerga i Kim Newman.

## Premis
Els premis d'aquesta edició foren:
| Categoria                                                  | Premiat               | Treball                             |
| ---------------------------------------------------------- | --------------------- | ----------------------------------- |
| Premi al millor director                                   | Dave Borthwick        | Les aventures secretes de Tom Thumb |
| Premi a la millor pel·lícula                               | Orlando               | Sally Potter                        |
| Premi al millor Curtmetratge                               | Miguel Navarro        | Arturo Gámez (Cuerpos en tránsito)  |
| Premi a la millor actriu                                   | Jennifer Ward-Lealand | Desperate Remedies                  |
| Premi al millor actor                                      | Federico Luppi        | Cronos                              |
| Premi al millor guió                                       | Guillermo del Toro    | Cronos                              |
| Premi a la millor fotografia                               | Sacha Vierny          | The Baby of Mâcon                   |
| Premi al millor banda sonora                               | Carl Vine             | Bedevil                             |
| Premi als millors efectes especials                        | Cineflex Workshop     | The Wicked City                     |
| Premi de l'Associació de Crítics i Guionistes de Catalunya | El acto en cuestión   | Alejandro Agresti                   |
| Premi Honorífic Màquina del Temps                          | Don Bluth             |                                     |